# George Mallory
George Herbert Leigh Mallory (ur. 18 czerwca 1886 w Mobberley, Cheshire, zm. w czerwcu 1924 na Mount Everest) – alpinista ery międzywojennej, jedyny uczestnik wszystkich trzech brytyjskich wypraw na Mount Everest w latach 1921–1924. Z zawodu nauczyciel historii w Charterhouse (do 1921 z przerwą w okresie I wojny światowej).

## Życiorys
Od 1905 studiował historię w Magdalene College na Uniwersytecie w Cambridge. 29 lipca 1914 ożenił się z Ruth Turner. 9 września 1915 urodziła mu się pierwsza córka, Frances Clare, 16 września 1917 druga córka – Beridge Ruth. Syn John urodził się 20 sierpnia 1920 roku, pół godziny przed powrotem George’a z wyjazdu wspinaczkowego w Alpy. Mallory służył podczas I wojny światowej w artylerii w stopniu podporucznika.
W 1904 Mallory z przyjacielem podjął próbę wspinaczki na górę Mont Velàn w Alpach, lecz zawrócił przed szczytem z powodu choroby wysokościowej. W 1911 wspiął się na Mont Blanc. W latach dwudziestych Mallory zaangażował się w zdobycie Mount Everestu. W 1921 podczas wyprawy rozpoznawczej badającej podejścia do Przełęczy Północnej (North Col, Chang La) pod Mount Everest zdobył szereg pobliskich szczytów w celu zorientowania się w geografii regionu. W 1922 w czasie kolejnej wyprawy, gdy Mallory prowadził grupę wspinaczy w dół z przełęczy North Col w głębokim śniegu, zeszła lawina, zabijając 7 Szerpów.
Ponieważ istnieje (because it is there) – tak brzmiała jego odpowiedź na pytanie dziennikarzy o sens zdobywania Czomolungmy. Padła ona w 1923 w Nowym Jorku w trakcie jednej z prelekcji mających za cel zebranie funduszy na kolejną wyprawę. Mallory był już zmęczony ciągłym objaśnianiem celu i sensu wspinania, ale fraza ta przeszła do historii alpinizmu. Kiedy indziej w 1923 w Harvardzie wyjaśniał: Dla geologów minerały z wierzchołka, dla lekarzy badanie granic ludzkiej wydolności, ale przede wszystkim dla przygody, która ożywia ducha człowieczeństwa.
George Mallory i Andrew Irvine wypłynęli z Liverpoolu do Indii Brytyjskich 29 lutego 1924 w celu podjęcia kolejnej próby zdobycia Mount Everestu. Pod koniec marca wyruszyli z karawaną w podróż do Tybetu pod północną ścianę Everestu. 25 kwietnia karawana dotarła na przełęcz Pang La, a 29 kwietnia 19 km od szczytu postawiono bazę. 8 czerwca 1924 George Mallory i Andrew Irvine podjęli próbę zdobycia szczytu Everestu z Przełęczy Północnej (7020 m n.p.m.). Noel Odell przez lunetę poprzez prześwit w chmurach zaobserwował ich sylwetki w miejscu, które wziął za Drugi Uskok będący najtrudniejszym technicznie miejscem drogi położonym już w pobliżu szczytu. Brak jest jednak dowodów, czy istotnie dotarli oni na szczyt Mount Everest. Mallory i Irvine zaginęli.
W 1975 chiński wspinacz Wang Hongbao podał, że zaobserwował „ciało Anglika” blisko szczytu. Następnego dnia jednak Hongbao zginął w lawinie i podawane przez niego miejsce nie zostało zlokalizowane. Przeprowadzona w 1999 ekspedycja NOVA odnalazła zamarznięte ciało Mallory’ego na wysokości około 8230 metrów na północnym zboczu Mount Everest, jednak nie znaleziono przy nim jego aparatu fotograficznego, ani zdjęcia, które mogłyby ewentualnie potwierdzić, czy osiągnął szczyt góry. Nie było przy nim również fotografii żony, którą himalaista planował złożyć na szczycie.
W 1995 wnuk Mallory’ego, George Mallory II, osiągnął szczyt Mount Everest.

## Obecność w popkulturze
Nazwisko Mallory’ego zostało wykorzystane przez Alistaira MacLeana w powieści wojennej Działa Nawarony, gdzie nosił je Keith Mallory, dowódca akcji, nowozelandzki alpinista. Życie Mallory’ego jest kanwą beletryzowanej opowieści Jeffreya Archera, zatytułowanej Ścieżki chwały (wydanie polskie 2009).
Historia ostatniej wyprawy Mallory’ego została też wykorzystana przez Dana Simmonsa w powieści Abominacja (The Abominable, 2013, wyd. pol. 2020).